# Aplomya gracilens
Aplomya gracilens là một loài ruồi trong họ Tachinidae.